# 多滕冰原島峰
71°57′S 24°5′E / 71.950°S 24.083°E
多滕冰原島峰（Dotten Nunatak），是南極洲的冰原島峰，位於毛德皇后地的朗希爾德公主海岸，處於斯馬萊加嶺以北4公里，挪威製圖師根據空中照片繪入地圖，現時由南極條約體系管理。

## 外部連結
- . . United States Geological Survey.   [2012-01-26].
- 本条目引用的公有领域材料来自美国地质调查局的文档《多滕冰原島峰》 （資料來自地名信息系统）。